# 杨泽江
杨泽江（1921年4月25日—2020年5月13日），曾用名杨克俊、杨俊仁、杨俊人、杨隽人，男，汉族，河南省清丰县人。中国共产党党员，原中共河北省委副书记，中华人民共和国政治人物。 曾任中共第十一次、第十三次、第十四次、第十六次全国代表大会代表，第四届全国人民代表大会代表。

## 生平
1921年4月25日，出生于河南省清丰县。1934年7月，在河北保定第二师范学习。期间接受了中共地下组织发动领导抗日斗争的启蒙教育，七七事变后中断学业回到家乡投身抗日救国运动、宣传抗日思想。
1937年12月后，历任直南四支队战士，冀鲁豫边区青年抗日救国总会青年部长，二地委民运委员会副书记，冀鲁豫边区青年抗日救国联合会执行委员会主任，抗联会青年部长等职务。1938年6月，加入中国共产党。
1943年秋，被选为中国共产党第七次全国代表大会代表，到达延安后进入中共中央党校一部第二支部，系统学习了中国共产党的历史与指导思想。随后作为晋冀鲁豫代表团成员参加了中国共产党第七次全国代表大会。
中国共产党第七次全国代表大会结束后，返回冀鲁豫边区，历任中共冀鲁豫边区五地委工作委员会委员、抗联主任，南华县委书记，中共鲁西南地委南华、东明二县工委书记兼县大队政委，中共晋冀鲁豫中央局青委委员，冀鲁豫边区党委青年科科长，中共华北局青委委员兼组织部长，江西省委青年工作委员会书记，青年团江西省工作委员会书记兼南昌军管会文教接管部副部长、南昌市委委员，中共华南分局青年工作委员会书记。
1953年4月，被派往海南，历任华南垦殖总局副局长，中共海南区委副书记、第一副书记，第二书记，第一书记兼海南军区政委。期间开创了新中国橡胶事业的发展局面，促进了海南的发展建设。
文化大革命期间受到蹲牛棚、挨批斗等冲击。1969年9月恢复工作，历任广东省湛江地区革命委员会第一副主任，中共广东湛江地区核心组副组长，中共广东汕头地委第一书记、书记，中共广东省委秘书长，中共广东省委常委。
1976年12月，任河北省委常委、副书记并兼任保定地委第一书记。1979年8月后，历任河北省委副书记兼省农委主任，国务院农村发展研究中心特约研究员，河北省委常委兼河北省农村政策研究室主任。
1982至1986年连续5年参与制定以农业、农村和农民问题为主题的中央一号文件。制定了《关于常年抓农业生产责任制完善工作的意见》，极大地调动了农民的生产积极性，促进了河北农业发展。
1985年5月，任中共河北省顾问委员会主任。
1993年5月退出领导岗位，1995年8月离职休养。2020年5月13日19时26分，因病医治无效，在北京逝世，享年100岁。